# 莱佩
莱佩，是西班牙安达卢西亚自治区韦尔瓦省的一个市镇。总面积128平方公里，总人口19676人（2001年），人口密度154人/平方公里。